# Фруенген (станція метро)
59°17′09″ пн. ш. 17°57′54″ сх. д. / 59.285833° пн. ш. 17.965° сх. д.
«Фруенген» (швед. Fruängen) — кінцева станція Червоної лінії Стокгольмського метрополітену, обслуговується потягами маршруту Т14.
Станція була відкрита 5 квітня 1964 року як південна кінцева першої черги Червоної лінії від Т-Сентрален
.
Відстань до Слюссена становить 8,1 км.
Пасажирообіг станції в будень —	8200 осіб (2019)
.
Розташування: мікрорайон Фруенген, Седерорт. 
Конструкція: відкрита наземна станція з однією острівною прямою платформою.

## Операції
| Попередня станція           | Лінія | Лінія     | Лінія | Наступна станція |
| --------------------------- | ----- | --------- | ----- | ---------------- |
| Вестерторп до Мербю-сентрум |       | Лінія T14 |       | Кінцева          |